# Panadería los Felipe
Panadería "Los Felipe" fue una comedia emitida por Telefe en 2004 y protagonizados por los actores Fabián Gianola, Hugo Arana, Mónica Ayos y Ana María Picchio,entre otros. La acción transcurre en una tradicional panadería de barrio atendida por sus dueños y refleja la vida de una familia actual, los Miñón. 
La familia está integrada por Pepe (Hugo Arana), padre de Felipe (Fabián Gianola) y Gaby (Mónica Ayos),actualmente casado con Bety (Ana María Picchio) una mujer separada,madre de Jazmín (Gimena Accardi).

## Trama
Los Miñón son una dinastía de panaderos. El fundador de la panadería fue el padre de Pepe: Felipe Primero. Pepe no sólo heredó el nombre de su padre convirtiéndose en Felipe Segundo, sino también la conducción del negocio. Ahora pretende hacer lo mismo con su hijo Felipe (Tercero), sólo que encontrará alguna resistencia para cumplir con el mandato familiar. 
Conservando la línea de la comedia, los problemas se generan a partir de la mirada diferente de Pepe y Felipe, dos generaciones que representan respectivamente lo tradicional y lo nuevo; y donde cada uno de los diferentes personajes que integran este mundo jugarán a favor o en contra de una posición, o la otra.

## Elenco
- Hugo Arana como José "Pepe" Miñón
- Fabián Gianola como Felipe Miñón
- Ana María Picchio como Beatriz "Bety" de Miñón
- Anita Martínez como Lucila "Lucy"
- Mónica Ayos como Gabriela "Gaby" Miñón
- Gimena Accardi como Jazmín
- Héctor Calori como Enzo
- Roberto Carnaghi
- María Fiorentino como Sofía
- Guido Massri como Mariano
- Peto Menahem como Freddy
- Nelly Panizza como  Nina
- Diego Pérez como Alberto "Pocho"
- Santiago Ríos como Estéfano
- Verónica Vieyra  como Renata

- Datos: Q9054960